# Sudzal Chico
Sudzal Chico är en ort i Mexiko.   Den ligger i kommunen Tekax och delstaten Yucatán, i den östra delen av landet, 1 100 km öster om huvudstaden Mexico City. Sudzal Chico ligger 61 meter över havet och antalet invånare är 143.
Terrängen runt Sudzal Chico är platt. Runt Sudzal Chico är det mycket glesbefolkat, med 5 invånare per kvadratkilometer. Närmaste större samhälle är Puerto Arturo, 6,9 km sydost om Sudzal Chico. I omgivningarna runt Sudzal Chico växer i huvudsak städsegrön lövskog.